# Gołąb skalny
Gołąb skalny (Columba livia) – gatunek średniej wielkości ptaka z rodziny gołębiowatych (Columbidae). Pierwotnie zasiedlał południową Europę, północną Afrykę oraz zachodnią i centralną Azję. Obecnie spotykany na każdym kontynencie z wyjątkiem Antarktydy.

## Taksonomia
Po raz pierwszy gołąb skalny został opisany przez J.F. Gmelina w roku 1789 w dziele Systema Naturae pod obecną nazwą naukową Columba livia. Jego udomowioną formę wydzielił do rangi osobnego gatunku C. domestica.
Najbliżej spokrewniony z gołębiem górskim (C. rupestris) oraz gołębiem białobrzuchym (C. leuconota).
Brak danych na temat szczątków kopalnych dla gatunku Columba livia; z rodzaju, do którego należy, odkryto jedynie szczątki Columba calcaria (obecnie w rodzaju Gerandia) oraz Columba omni-sanctorum (pliocen).
Nazwa rodzajowa Columba oznacza z łaciny gołębia, zaś nazwa gatunkowa livia była w języku łacińskim określeniem na gołębia skalnego; pochodzi ono przypuszczalnie od greckiego słowa pellos, „ciemny”, w j. angielskim livid znaczy „siny”.
Wyróżnia się następujące podgatunki:

- C. l. livia J.F. Gmelin, JF, 1789
- C. l. gymnocycla G.R. Gray, 1856
- C. l. targia Geyr von Schweppenburg, 1916
- C. l. dakhlae R. Meinertzhagen, 1928
- C. l. schimperi Bonaparte, 1854
- C. l. palaestinae Zedlitz, 1912
- C. l. gaddi Zarudny & Loudon, 1906
- C. l. neglecta Hume, 1873
- C. l. intermedia Strickland, 1844

### Hybrydy międzygatunkowe
Może tworzyć mieszańce z następującymi gatunkami:
- siniak (C. oeanas), mieszańce to przeważnie samce; większość umiera do 10 dni od wyklucia
- grzywacz (C. palumbus), jednakże jest to bardzo rzadkie
- gołąb łuskogrzbiety (Patagioenas picazuro) (jego zasięg występowania obejmuje Amerykę Południową, gdzie C. livia został wprowadzony)
- gołąb górski (C. rupestris)
- gołąbek łuskowany (Geopelia placida), mieszańce przypominają bardziej ten gatunek niż gołębia skalnego
- wonga (Leucosarcia melanoleuca)
- sierpówka (Streptopelia decaocto)
- turkawka wschodnia (Streptopelia orientalis)
- Streptopelia risoria (potocznie nazywany cukrówką, występuje jedynie w niewoli), potomstwo samca gołębia skalnego z samicą S. risoria w 98% stanowią samce
- turkawka zwyczajna (Streptopelia turtur), potomstwo w większości stanowią samce
- gołębiak karoliński (Zenaida macroura), potomstwo w większości stanowią samce

## Morfologia
Długość ciała wynosi 29–36 cm, rozpiętość skrzydeł 60–69 cm.
Opis dotyczy ubarwienia formy dzikiej; w formie zurbanizowanej upierzenie może być całkowicie lub częściowo białe po niemal czarne, niekiedy z pojedynczymi, białymi piórami lub brązowawe.
Woskówka biała, dziób ciemnoszary. Tęczówki czerwone. Głowa, szyja, kark i gardło ciemnoszare; na całej szyi występuje fioletowa i zielona opalizacja. Grzbiet i większość pokryw skrzydłowych jasnoszara. Na końcu jasnoszarych lotek II rzędu oraz na pokrywach dużych II rzędu i pokrywach I rzędu biegnie czarny pas, co przy złożonym skrzydle daje efekt dwóch pasków na skrzydle. Lotki I rzędu ciemnoszare, stosiny. Kuper ciemnoszary, podobnie jak sterówki, na których końcu znajduje się czarny pasek. Brzuch ciemnoszary, skok nieopierzony; stopy czerwone.
Zewnętrzna para sterówek posiada zewnętrzną chorągiewką białą, oddzieloną szaro od czarnego zakończenia pióra. Zewnętrzna para sterówek ma długość około 123 mm, zaś środkowa 134 mm. Występuje 10 lotek I rzędu i 13 II rzędu. Najbardziej zewnętrzna lotka I rzędu mierzy 183 mm, zaś kolejne (w kierunku do tułowia) od 193 do 118 mm. Lotki II rzędu mierzą od 119 do 76 mm. Pierzenie odbywa się od czerwca do listopada, u młodych od września do listopada.
U podgatunku schimperi tęczówka szara, stopy brązowe, skrzydło długości 22,5–24 cm. U ptaków z podgatunku intermedia kuper szary zamiast ciemnoszarego. U podgatunku neglecta upierzenie jaśniejsze, kuper jasnoszary zamiast ciemnoszarego; skrzydło ma długość u samców 239–247 mm. U podgatunku gaddi kuper biały lub białoszarawoniebieski, skrzydło długości 238 mm. U podgatunku palestinae kuper jaśniejszy (lecz nie jasnoszary), skrzydło długości 203–226 mm. Ptaki z podgatunku targia cechuje mniejsza opalizacja na szyi oraz długość skrzydła 197 do 226 mm.
Długość dzioba wynosi 17–19 mm, skoku 29–32 mm. Masa ciała waha się między 238–302 g.

## Zasięg występowania

### Pierwotny zasięg występowania
Zasięg występowania obejmuje według podgatunku:

- C. l. livia – zachodnia i centralna Europa, północna Afryka do centralnej Azji
- C. l. gymnocycla – Mauretania i Senegal do południowego Mali i Ghany
- C. l. targia – północne Mali i południowa Algieria do centralnego Sudanu
- C. l. dakhlae – zachodni Egipt
- C. l. schimperi – wschodni Egipt, południowy Sudan, Erytrea
- C. l. palaestinae – Półwysep Synaj do Syrii, zachodni i południowy Półwysep Arabski
- C. l. gaddi – wschodnia Turcja do Uzbekistanu i zachodniego i północnego Afganistanu
- C. l. neglecta – zachodni Pakistan i wschodni Afganistan do Himalajów
- C. l. intermedia – południowe Indie i Sri Lanka

### Występowanie
Włącznie z miejscami, gdzie gołąb skalny został wprowadzony, jego zasięg występowania wynosi 17 400 000 km². Obecnie spotykany na wszystkich kontynentach z wyjątkiem Antarktydy. W Ameryce Północnej zasiedla wszystkie kraje, w Kanadzie tylko jej południową i zachodnią część; jego zasięg występowania na tym kontynencie kończy się w centralnej części południowej Alaski. Zasiedla także wyspy Morza Karaibskiego i Polinezję Francuską. W Australii zasiedla głównie jej zachodnią, wschodnią oraz południowo-wschodnią część, spotykany również na Tasmanii (z wyjątkiem południowej i centralnej części) i Nowej Zelandii. W Azji introdukowany w południowo-wschodniej i południowej Rosji oraz w północno-wschodnim Kazachstanie. W Europie wprowadzony na północ od północnej Serbii, centralnej Austrii oraz centralnej Francji. Spotykany aż po centralną Szwecję. W Afryce introdukowany na południe od południowej Etiopii. W Ameryce Południowej spotykany w Peru, Brazylii oraz na granicy Argentyny z Urugwajem oraz z Chile.
W Ameryce Północnej po raz pierwszy wprowadzono gołębie skalne w roku 1606, w kanadyjskiej prowincji Nowa Szkocja. Na wyspach Galapagos pojawił się po raz pierwszy w roku 1972 lub 1973.

### Habitat
Spotykany na wysokości do 4270 m n.p.m. Pierwotnie zasiedlał skaliste klify z obecnymi jaskiniami. Nie jest spotykany w terenach leśnych. Obecnie zasiedla również tereny rolnicze i zurbanizowane.

## Pożywienie
Pożywienie w naturze stanowią nasiona znajdywane na ziemi. W warunkach miejskich żywi się także pokarmem uzyskiwanym od ludzi. Dziennie wypijają około 30 ml wody. Gołębie odchody składają się w 5% z azotu, w 2,25% z fosforu, w 2,7% z wapnia i w 30,8% substancji organicznych.

## Lęgi

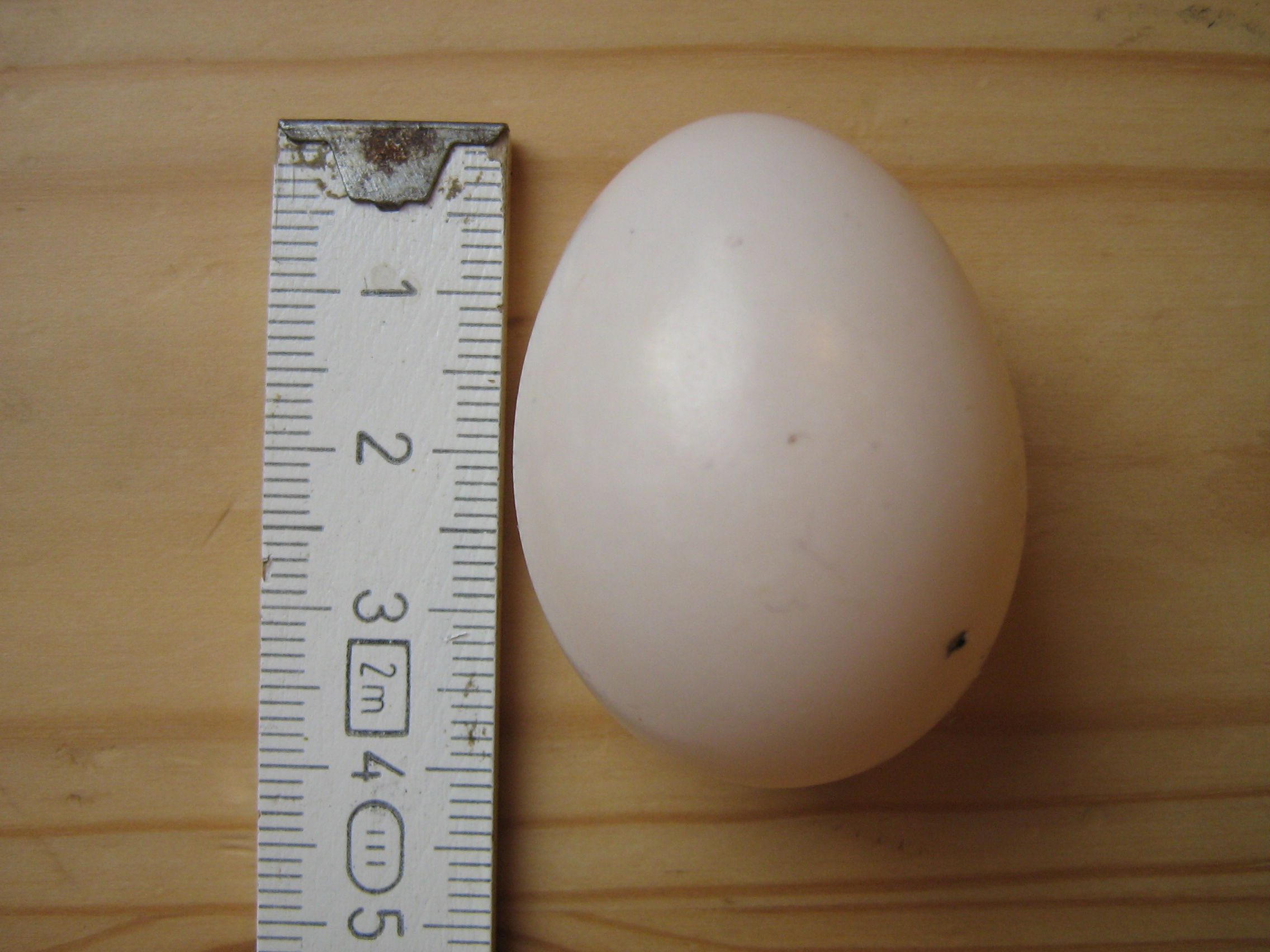
Jajo

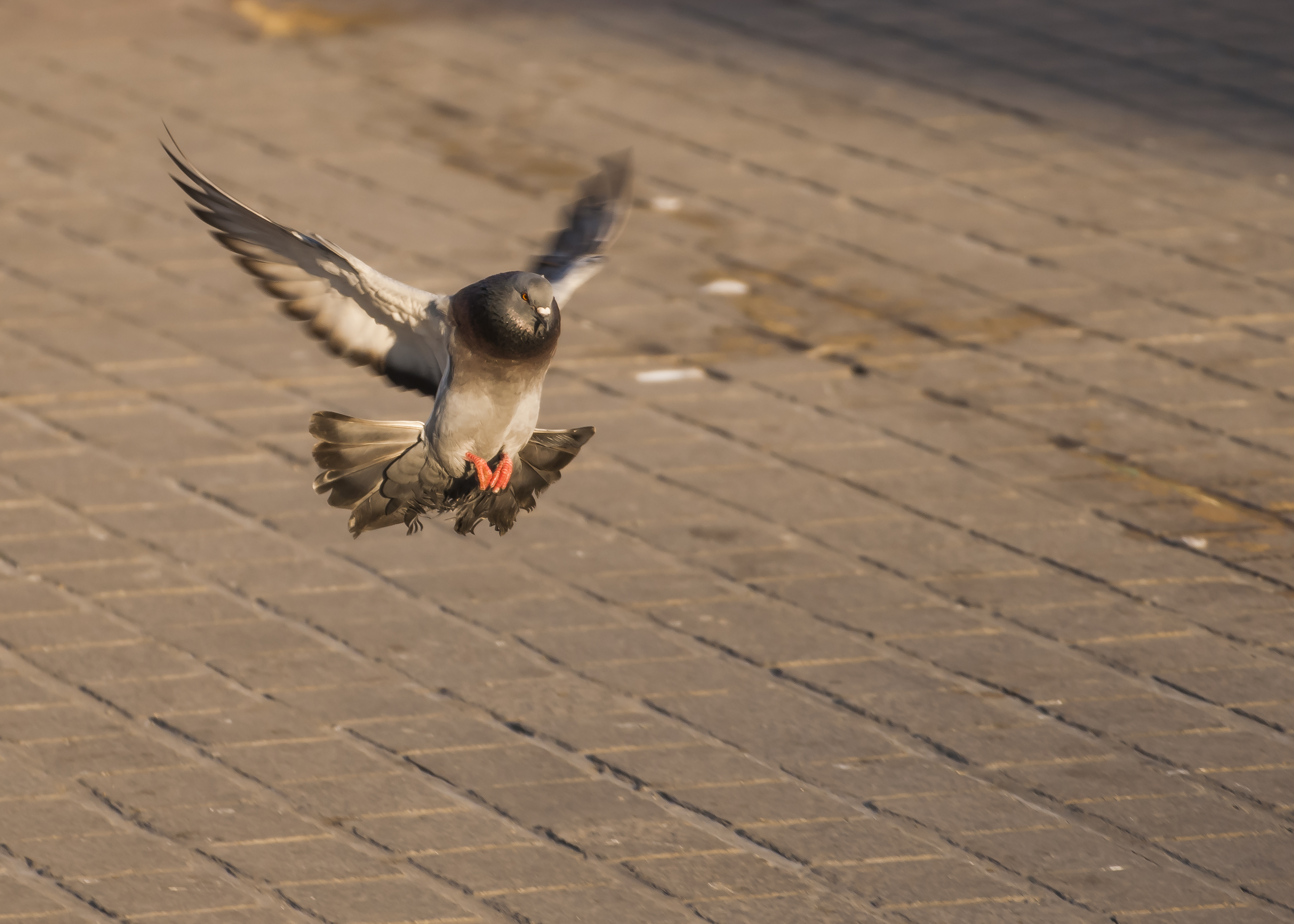
Gołąb skalny przy lądowaniu

W trakcie zalotów samiec popisuje się zarówno w locie, jak i na ziemi. W trakcie lotu tokowego samiec szybuje ze skrzydłami ułożonymi na kształt litery V, gruchając duu-ru-duu. Na ziemi prezentuje samicy nadmuchane gardło gruchając reggeduguj. W sprzyjających warunkach może wyprowadzić 4–5 lęgów w ciągu roku.
Gniazdo stanowi niestaranna platforma z gałązek i trawy.
Białe jaja są składane w liczbie 2. Ich wymiary wynoszą około 39x29 mm, masa 17,8 g, z czego 6% stanowi skorupka. Temperatura zewnętrznej części jaja zmierzona w trakcie inkubacji wynosiła 37,5 °C. Badane jaja miały masę 16,99–19,99 g. Badania te, opublikowane w 1979 roku, wykazały również, że zapotrzebowanie na tlen zarodka gołębia skalnego wynosi w dziesiątym dniu inkubacji około 1,8 cm³, zaś w 16 około 10 cm³.
Okres inkubacji wynosi 17 dni. Wysiadują oba ptaki z pary. Młode karmione są pokarmem zwracanym z wola (charakterystyczny dla gołębi pokarm zwany „ptasim mleczkiem”). Stają się zdolne do lotu po 5 tygodniach od wyklucia. W wieku około pół roku są już zdolne do rozrodu, ale czynią to dopiero w następnym sezonie lęgowym.
Najstarszy, zaobrączkowany na Szetlandach gołąb skalny przeżył co najmniej 7 lat, 8 miesięcy i 25 dni; w momencie odczytywania obrączki był żywy.

## Choroby
Gołębie miejskie zarażają się między sobą wirusami kręćka, salmonellozy, rzęsistkowicy. Pasożytują na nich także nicienie.
Na podstawie okazu odnalezionego w jelicie gołębia skalnego opisano nowy gatunek tasiemca, Cotugnia singhi.
Dokarmianie ptaków chlebem może prowadzić do zespołu chorobowego anielskiego skrzydła, powodującego nieprawidłowe ułożenie lotek i nieuleczalnego u dorosłych ptaków.

## Relacje z ludźmi
Gołąb skalny został udomowiony około 3000 lat temu przez Sumerów, którzy również go jedli. Przypuszczalnie taki ptak nie był od razu spożywany, ale podcinano mu lotki, zamykano w klatce i rozmnażano z innymi osobnikami. Z okresu pomiędzy 2334 a 2279 r. p.n.e. pochodzą psalmy pokutne, w których znajdują się opisy gołębników.
W starożytnym Egipcie gołębich odchodów używano do garbowania skór. Jedzono również ich mięso. W II wieku p.n.e. istniał już tam zawód hodowcy gołębi.
Forma miejska tego gatunku (Columba livia forma urbana) podlega w Polsce częściowej ochronie gatunkowej.